# Kirchentellinsfurt
Kirchentellinsfurt je německá samosprávná obec v okrese Tübingen ve spolkové zemi Bádensko-Württembersko. Rozkládá se v údolí řeky Neckar 7 km východně od okresního města Tübingen a severozápadně od města Reutlingen.
V blízkosti se nachází přírodní park Schönbuch a také soutok řek Echaz a Neckar.
Obec vznikla spojením dvou osad: Kirchen a Tälisfurt. První zmínky o osadě Kirchen pocházejí z roku 1007, kdy je uváděna pod názvem Kirihheim.

## Pamětihodnosti
- Muzeum na místním zámku